# Christian Wichan
Christian Wichan (* 29. März 1986 in Garmisch-Partenkirchen) ist ein deutscher Naturbahnrodler. Er gehört dem deutschen Nationalkader an und startet für den WSV Unterammergau. Seit 2002 startet er im Weltcup im Einsitzer und seit 2007 zusammen mit Björn Kierspel auch im Doppelsitzer. Im Einsitzer erzielte er bei der Weltmeisterschaft 2007 den neunten Platz, während im Weltcup bislang ein zwölfter Platz sein bestes Ergebnis ist. Im Doppelsitzer gelang dem Duo Kierspel/Wichan 2011 der erste Weltcupsieg für Deutschland; außerdem erzielten sie mit Platz vier bei der Europameisterschaft 2012 und Platz fünf im Gesamtweltcup 2010/2011 die besten Ergebnisse, die bisher deutsche Naturbahnrodler bei diesen Veranstaltungen erreichten. 2008 und 2010 wurden sie Deutsche Meister. Wichans Bruder Markus ist ebenfalls Naturbahnrodler.

## Karriere
Christian Wichan startete am 13. Januar 2002 erstmals im Weltcup. Der 21. Platz, den er bei seinem Debüt in Umhausen erzielte, blieb bis zum Ende der Saison 2001/2002 sein bestes Ergebnis und er wurde 28. im Gesamtweltcup. Wie in diesem Winter nahm er auch in den nächsten beiden Jahren nur an jeweils drei der sechs Weltcuprennen teil. Während in der Saison 2002/2003 ein 24. Platz beim Auftakt in Völs sein bestes Ergebnis war, fuhr er am Ende der Saison 2003/2004 mit Platz 19 in Aurach zum ersten Mal unter die schnellsten 20. Im Gesamtweltcup kam er in beiden Saisonen aber nicht unter die besten 30. Bei Juniorenwelt- und Europameisterschaften, an denen er seit 2002 teilnahm, erzielte er in diesen Jahren Platzierungen im Mittelfeld, ebenso wie bei der Weltmeisterschaft 2003 in Železniki, seinem ersten Titelkampf in der Allgemeinen Klasse, mit Platz 25 und der Europameisterschaft 2004 in Hüttau mit Platz 32. 2003 wurde er Deutscher Juniorenmeister.
Im Winter 2004/2005 nahm Wichan an keinen Wettkämpfen teil. In der Saison 2005/2006 kam er erstmals in allen sechs Weltcuprennen zum Einsatz und erreichte drei Top-20-Platzierungen, wobei seine besten Ergebnisse zwei 19. Plätze in Olang und Grande Prairie waren. Im Gesamtweltcup erzielte er damit den 20. Platz. Bei der Europameisterschaft 2006 in Umhausen fuhr er auf Rang 20 und drei Wochen später bei der Juniorenweltmeisterschaft 2006 in Garmisch-Partenkirchen auf Rang elf. Seit der Saison 2006/2007 startet Christian Wichan nicht nur im Einsitzer, sondern auch im Doppelsitzer. Mit dem sieben Jahre älteren Björn Kierspel, der bereits mehrere Jahre Weltcuperfahrung im Doppelsitzer hatte, bildet er das momentan einzige deutsche Doppelsitzerpaar im Weltcup. In ihrem ersten gemeinsamen Winter erzielten sie einen elften und drei zehnte Plätze sowie einen fünften Rang in Umhausen, womit sie Neunte im Gesamtweltcup wurden. Im Einsitzer konnte sich Christian Wichan in diesem Jahr weiter steigern. Er kam in fünf von sechs Weltcuprennen unter die besten 20, viermal davon erzielte er einen 16. Platz, womit er 17. im Gesamtweltcup wurde und sein bisher bestes Gesamtergebnis erzielte. Bei der Weltmeisterschaft 2007 in Grande Prairie erreichte Christian Wichan sogar den neunten Platz und war damit bester Deutscher im Einsitzer, unmittelbar vor Georg Maurer, der mit 14 Hundertstelsekunden Rückstand auf Wichan Zehnter wurde. Zuvor war es nur Hans Noll als einzigem Deutschen gelungen, Top-10-Ergebnisse bei Weltmeisterschaften im Einsitzer zu erzielen (7. Platz 1990 und 10. Platz 1996). Im Doppelsitzer kamen Kierspel/Wichan mit Platz sieben nur als Letzte ins Ziel. Das Duo Kierspel/Wichan nahm gemeinsam mit Michaela Maurer und Marcus Grausam, die im Einsitzer starteten, auch am Mannschaftswettbewerb teil, bei dem das deutsche Team unter acht gewerteten Mannschaften auf Platz sieben kam.
Zu Beginn der Saison 2007/2008 erreichte Christian Wichan mit Platz 14 in Moos in Passeier sein erstes Top-15-Resultat im Einsitzer. Weiters kam er zweimal auf Rang 15 und einmal auf Rang 16. Weil er aber an den letzten beiden Weltcuprennen nicht teilnahm, fiel er im Gesamtklassement auf Platz 21 zurück. Im Doppelsitzer erreichte das Duo Kierspel/Wichan im ersten Weltcuprennen in Moos in Passeier und im dritten Weltcuprennen in Umhausen jeweils den vierten Platz – in Umhausen zeitgleich mit dem russischen Doppel Jegorow/Popow. Hinzu kamen ein sechster und zwei achte Plätze, womit sie Sechste im Gesamtweltcup wurden und damit das bis dahin beste Ergebnis erzielten, das einem deutschen Doppelsitzerpaar im Gesamtweltcup gelang. Eine gute Leistung zeigten Kierspel/Wichan auch bei der Europameisterschaft 2008 in Olang. Dort erreichten sie den fünften Platz und damit das bisher beste Resultat, das je ein deutscher Doppelsitzer bei Europa- und auch Weltmeisterschaften erzielte. Zudem wurden sie 2008 Deutsche Meister im Doppelsitzer. Im Einsitzer kam Christian Wichan bei der EM auf Platz 19.
Im Dezember 2008 verletzte sich Christian Wichan im Doppelsitzertraining schwer, weshalb er in der Saison 2008/2009 an keinen Wettkämpfen teilnehmen konnte. In der Saison 2009/2010 erzielte er im Einsitzer drei 15., sowie einen 19. und einen 20. Platz, womit er im Gesamtweltcup 19. wurde. Im Doppelsitzer kamen Christian Wichan und Björn Kierspel in allen fünf Weltcuprennen, an denen sie teilnahmen, unter die schnellsten zehn, ihr bestes Ergebnis war ein sechster Platz beim Saisonfinale in Garmisch-Partenkirchen und im Gesamtweltcup wurde sie Siebente. Bei der Europameisterschaft 2010 in St. Sebastian erzielten Kierspel/Wichan nach einem Sturz im ersten Durchgang allerdings nur den zwölften und letzten Platz, am Vortag hatten sie im Mannschaftswettbewerb gemeinsam mit Michaela Maurer und Marcus Grausam den siebenten Platz erzielt. Im Einsitzer startete Christian Wichan nicht. Nachdem im Jahr 2009 die Deutsche Meisterschaft abgesagt wurde, sicherten sich Christian Wichan und Björn Kierspel 2010 zum zweiten Mal den deutschen Meistertitel.
Im zweiten Rennen der Saison 2010/2011 erreichte Christian Wichan mit Platz zwölf in Nowouralsk sein bisher bestes Weltcupergebnis im Einsitzer; im Gesamtweltcup belegte er mit weiteren zwei Top-20-Platzierungen den 21. Rang. Bei der Weltmeisterschaft 2011 in Umhausen fuhr er auf Platz 24 im Einsitzer, zusammen mit Björn Kierspel auf Rang sieben im Doppelsitzer und mit Kierspel sowie den Einsitzern Michaela und Georg Maurer auf Platz sechs im Mannschaftswettbewerb. Am 12. Februar 2011 feierten Björn Kierspel und Christian Wichan in Unterammergau überraschend ihren ersten Weltcupsieg im Doppelsitzer. Sie gewannen als erstes deutsches Doppelsitzerpaar ein Weltcuprennen und sorgten nach Marcus Grausam im Jahr 2004 für den zweiten deutschen Weltcupsieg. Im Gesamtklassement erreichten sie damit den fünften Platz und somit das bisher beste Gesamtresultat eines deutschen Doppelsitzers im Weltcup.
In der Saison 2011/2012 war Wichans bestes Weltcupergebnis im Einsitzer der 16. Platz beim Finale in Umhausen, während er im Doppelsitzer mit Björn Kierspel ebenfalls beim Weltcupfinale als Dritter seinen zweiten Podestplatz erreichte. Im Doppelsitzer-Gesamtweltcup wurden Kierspel/Wichan Siebte. Bei der Europameisterschaft 2012 in Nowouralsk verfehlten sie als Vierte eine Medaille im Doppelsitzer nur um drei Hundertstelsekunden. Im Mannschaftswettbewerb wurden sie mit Veronika Nachmann und Marcus Grausam Siebte, während Christian Wichan im Einsitzer auf Platz 21 fuhr.

## Erfolge
(Doppelsitzer mit Björn Kierspel)

### Weltmeisterschaften
- Železniki 2003: 25. Einsitzer
- Grande Prairie 2007: 9. Einsitzer, 7. Doppelsitzer, 7. Mannschaft
- Umhausen 2011: 24. Einsitzer, 7. Doppelsitzer, 6. Mannschaft

### Europameisterschaften
- Hüttau 2004: 32. Einsitzer
- Umhausen 2006: 20. Einsitzer
- Olang 2008: 19. Einsitzer, 5. Doppelsitzer
- St. Sebastian 2010: 12. Doppelsitzer, 7. Mannschaft
- Nowouralsk 2012: 21. Einsitzer, 4. Doppelsitzer, 7. Mannschaft

### Juniorenweltmeisterschaften
- Gsies 2002: 17. Einsitzer
- Kindberg 2004: 20. Einsitzer
- Garmisch-Partenkirchen 2006: 11. Einsitzer

### Junioreneuropameisterschaften
- Kreuth 2003: 19. Einsitzer

### Weltcup
- Dreimal unter den besten 20 im Einsitzer-Gesamtweltcup
- Viermal unter den besten 10 im Doppelsitzer-Gesamtweltcup
- 8 Top-15-Platzierungen im Einsitzer
- 2 Podestplätze im Doppelsitzer, davon 1 Sieg:

| Datum            | Ort           | Land        | Disziplin    |
| ---------------- | ------------- | ----------- | ------------ |
| 12. Februar 2011 | Unterammergau | Deutschland | Doppelsitzer |

### Deutsche Meisterschaften
- Deutscher Meister im Doppelsitzer 2008 und 2010